# 千山区
千山区是辽宁省鞍山市下辖的一个市辖区，原名旧堡区，以千山得名。

## 行政区划
千山区下辖2个街道办事处、3个镇：
汤岗子街道、东鞍山街道、唐家房镇、大屯镇和甘泉镇。

## 人口
根据第七次人口普查数据，截至2020年11月1日零时，千山区常住人口为94729人。